# Krefftascaris
Krefftascaris ist eine Gattung Spulwürmer, die bei Süßwasserschildkröten in Australien vorkommen.

## Merkmale
Krefftascaris sind kleine Spulwürmer mit trapezförmigen, abgerundeten Lippen, die am freien Rand mit einer Zahnleiste versehen sind. Zwischenlippen (Interlabia) fehlen. Die Exkretionspore liegt in Höhe des Nervenrings. Das Ausscheidungsystem ist paarig. Die Halspapillen liegen hinter der Exkretionspore. Über die gesamte Länge sind Seitenflügel ausgebildet. Der Ventriculus hat eine läppchenartige Struktur, ein Blinddarm ist vorhandene. Die Vulva liegt im vorderen Körperdrittel, der Uterus ist didelphisch, teilt sich also in zwei Äste, die in entgegengesetzter Richtung verlaufen (amphidelphisch). Männchen haben geflügelte Spicula mit einem Gubernaculum. Vor der Kloake liegen vier Papillen, neben ihr zwei und hinter ihr drei.

## Systematik
Die aktuelle Systematik und das IRMG weisen nur eine Art aus, die Typspezies Krefftascaris parmenteri (Sprent, 1980). Hodda zählt die Gattung zu den Ascaridinae, nach anderer Auffassung gehört sie zu den Heterocheilinae.
Darüber hinaus wurde mit Krefftascaris sharpiloi (Tkach, Kuzmin & Snyder, 2010) eine weitere Art bei Schildköten nachgewiesen, die morphologisch sehr ähnlich der Typspezies ist, sich aber genetisch eindeutig abgrenzen lässt. Die genetisches Analysen in dieser Studie legen zudem nahe, dass Krefftascaris am engsten mit Heterocheilus verwandt ist und demzufolge der Unterfamilie Heterocheilinae zuzuordnen wäre.
2020 wurde eine mutmaßliche Kreftascaris-Art bei einer Seezunge im Roten Meer nachgewiesen.